# Mimetus comorensis
Mimetus comorensis är en spindelart som beskrevs av Schmidt och Krause 1994. Mimetus comorensis ingår i släktet Mimetus och familjen kaparspindlar. Inga underarter finns listade i Catalogue of Life.